# Virgaria
Virgaria is een geslacht van schimmels behorend tot de familie Xylariaceae. De typesoort is Virgaria nigra.

## Soorten
Volgens Index Fungorum telt het geslacht drie soorten (peildatum september 2023):
| Soortnaam           | Auteur(s)            | Publicatiejaar |
| ------------------- | -------------------- | -------------- |
| Virgaria boninensis | Nonaka & Masuma      | 2013           |
| Virgaria lignatilis | (Schwein.) S. Hughes | 1953           |
| Virgaria nigra      | (Link) Nees          | 1816           |